# Bajaj Avenger

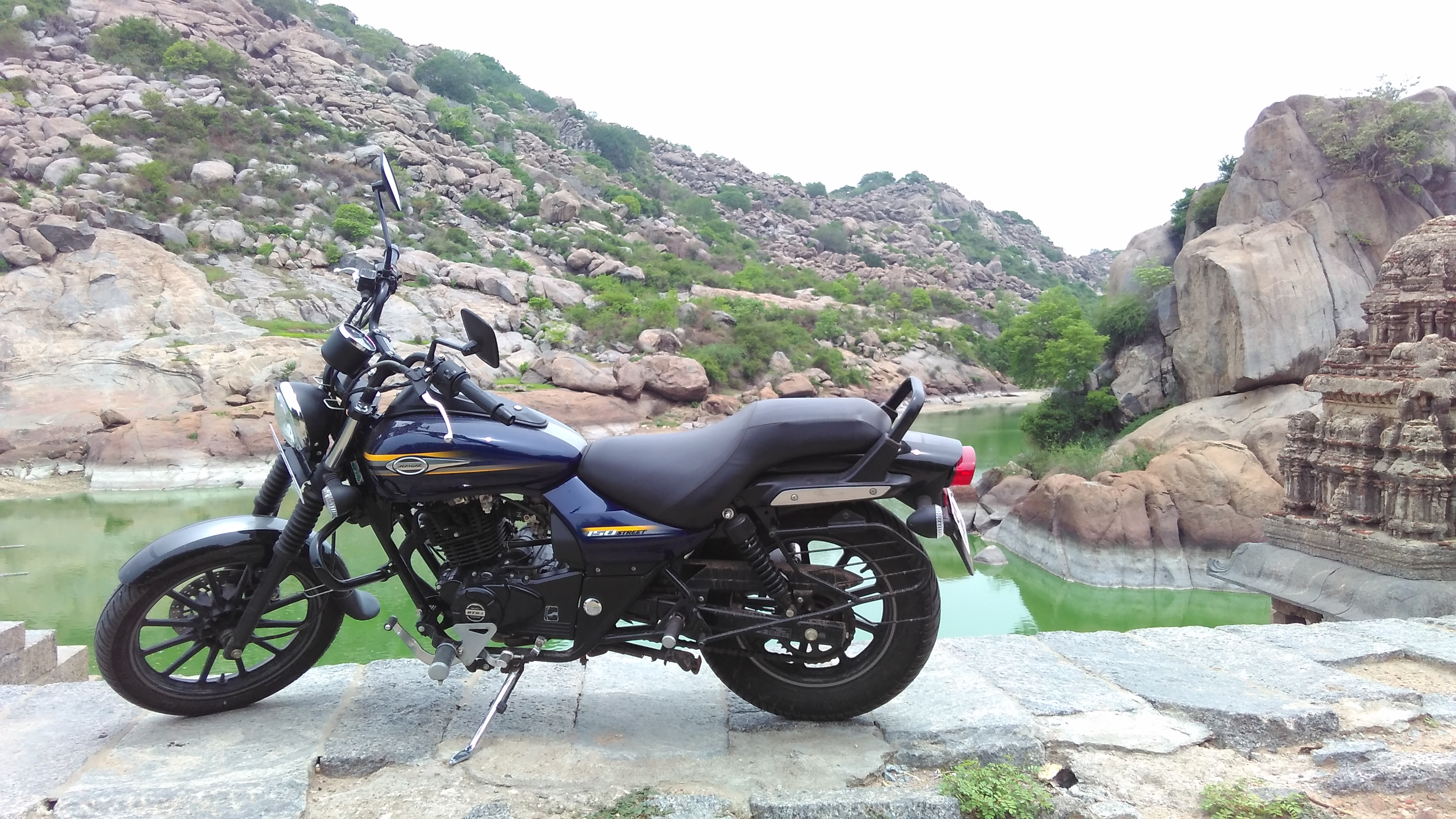
Bajaj Avenger Street 150cc

Bajaj Avenger (укр. месник) -  мотоцикл у стилі круізер, що виробляється індійською компанією Bajaj Auto. За основу мотоцикла взято модель Kawasaki Eliminator 175, який вироблявся на потужностях Bajaj Auto і комплектувався двигунами виробництва Kawasaki. Після зняття з виробництва Kawasaki Eliminator 175, індійська компанія вирішила продовжити його виготовлення під власною маркою та комплектувати мотором з об'ємом 180 куб. см власного виробництва.

## 1-ше покоління (2005–2015)

### Avenger 180
Основою двигуна нового мотоцикла став карбюраторний двигун від мотоцикла Bajaj Pulsar 180, характеристики якого були модифіковані інженерами Bajaj з метою кращої його відповідності класу круїзер, тобто роботі на низьких обертах. На локальному ринку новинка з'явилася 10 червня 2005 року  і стала першим круїзером під маркою Bajaj.

### Avenger 200
У 2007 році Avenger отримав потужніший двигун з об'ємом 200 куб. см, основою якого був модифікований двигун від мотоцикла Bajaj Pulsar 200. Максимальна швидкість мотоцикла зросла до 114 км/год, розгін до 60 км/год здійснювався за 5,18 с, а до 100 км/год - за 20,03 с.

### Avenger 220
Нова версія мотоцикла з 220-кубовим карбюраторним двигуном побачила світ у липні 2010 року. Окрім того, вона отримала нове табло індикаторів рівня пального, статусів та головного світла на баку. Тепер Bajaj Avenger міг розганятися до 135 км/год і мав шалений успіх у місцевих мотоциклістів за вдале співвідношення ціни, якості, потужності та стильної зовнішності.

## 2-ге покоління (2015–2017)
Bajaj Avenger другого покоління отримав розподіл на дві версії:
- Cruise з класичною зовнішністю круїзера з хромованими елементами, спицьованими колесами, високим кермом і вітровим склом;
- Street, який уособлював собою міський круїзер з низьким кермом, дещо відмінною посадкою водія і легкосплавними колесами.
Версія Cruise залишилася з об'ємом двигуна 220 куб. см, у той час як Street отримав дві опції - 150 та 220  куб. см.

### Avenger Street 150
Вихід цієї модифікації на ринок відбувся в жовтні 2015 року. Мотоцикл міг похвалитися вражаючим ощадливим споживанням і пробігом у 45 км на 1 літр пального. Максимальна його швидкість сягала 117 км/год.

### Avenger Street 220
Отримав двигун від свого попередника, який, втім, був дещо модифікований для ефективнішої роботи на середніх обертах. Характерною особливістю цього Avenger була наявність матових елементів (дзеркала, випускна система), легкосплавні колеса, задня ручка для пасажира, спідометр з помаранчевим підсвічуванням. Максимальна швидкість мотоцикла становила 120 км/год, а розгін до 100 км/год він здійснював за 12,3 с.

### Avenger Cruise 220
Ця версія стала продовженням традицій попереднього Avenger 220 з невеликими косметичними змінами. Вона отримала більше хромованих деталей, ергономічні зміни форми керма й нові варіанти забарвлення. На відміну від версії Street, підсвічування спідометра мало блакитний колір.

## 3-тє покоління (2018 – теперішній час)
Під кінець 2010-х років Bajaj Avenger потребував змін, які дали б йому змогу конкурувати з більш сучасними мотоциклами, і він їх отримав у 2018 році. Головне світло мотоцикла тепер має LED-елементи, які працюють безперервно як ходові вогні, а версія Cruise взагалі отримала нову форму головного світла. Спідометр у мотоцикла став повністю цифровим, залишивши вже традиційне підсвічування блакитного і помаранчевого кольору для Cruise і Street відповідно. На заміну варіації Street 150 прийшла 180-кубова модель.
Саме з 2018 року починається масовий продаж мотоцикла на території України.
У 2019 році, на вимогу нових індійських екологічних стандартів BSVI, компанія Bajaj випускає нову модифікацію Avenger Street 160, яка вперше в лінійці комплектується системою ABS і інжекторним двигуном, що спричинило зростання кінцевої ціни мотоцикла.
Наступного 2020 року виходить оновлена версія Avenger Cruise 220 з ABS та інжектором, а виробництво Street 220 припиняється.

## Мотоклуби власників Bajaj Avenger

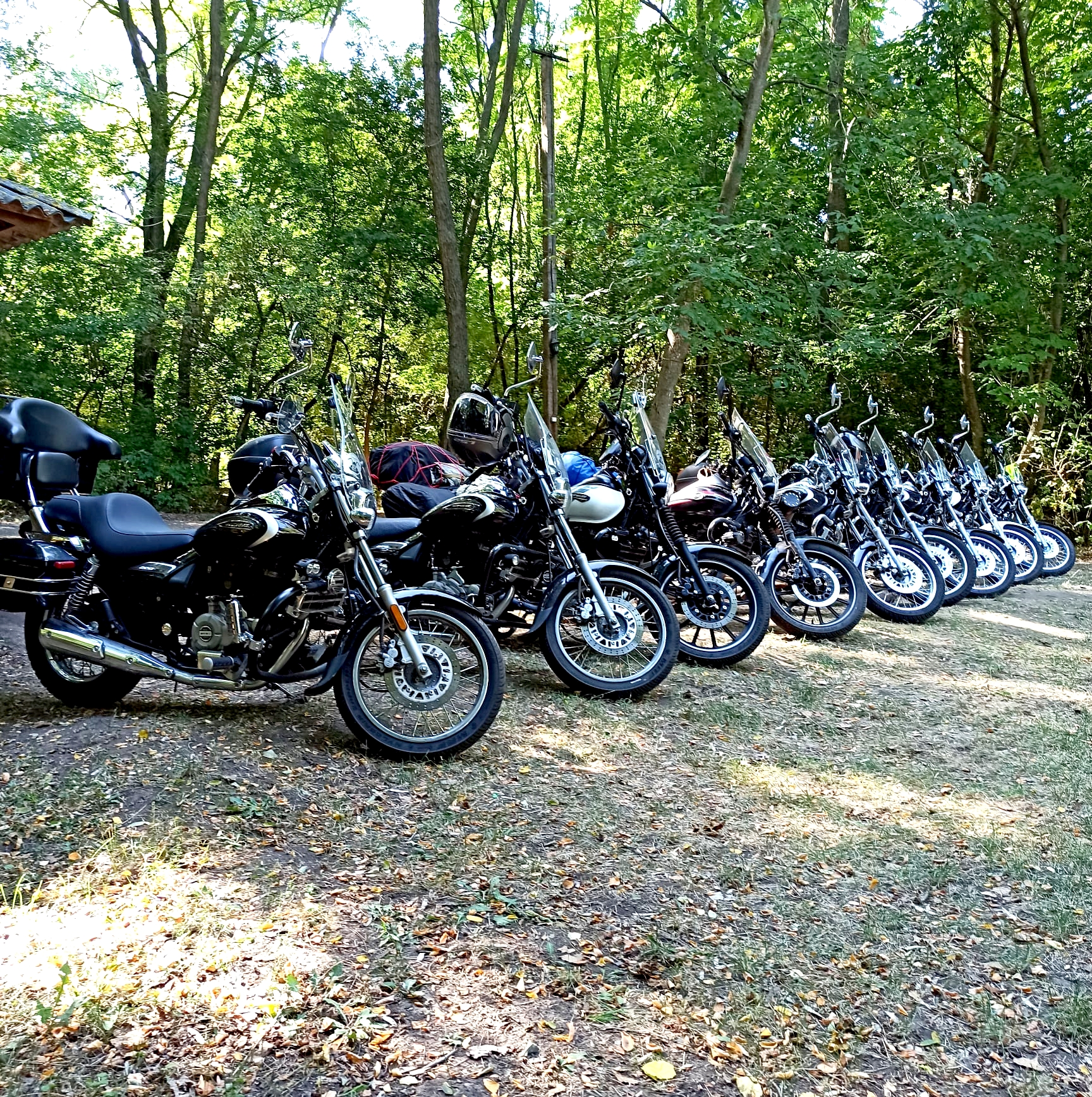
Збори мотоклубу Avenger Motorcycle Club - Ukraine у вересні 2020 року

За підтримки виробника створено офіційний мотоклуб The Avenger Gods, також відомий як TAG.
Крім того, ентузіасти створили й інші тематичні мотоклуби, такі як Avenger Motorcycle Club, Bajaj Avenger Club тощо.
В Україні функціонує місцеве відділення клубу Avenger Motorcycle Club.